# Береговая улица (Прилуки)
Берегова́я улица (укр. Берегова́ вулиця) — расположена в Центральном микрорайоне города, в исторических районах Броварки и Кустовцы. Проложена была в первой половине XIX века.

## Этимология годонима
Своё название получила из-за непосредственной близости к реке Удай.

## Трассировка
Улица начинается в историческом центре города с пересечения с Садовой улицей и идёт до улицы Победы, где и заканчивается.

Пересекается улицами:

- Гимназическая улица
- улица Котляревского
- улица Александра Пушкина
- Ярмарочная улица
- Кустовский переулок
- Михайловская улица
- Шараповская улица
- Петропавловская улица
- 2-й Петропавловский переулок
- Ржаная улица

## Здания, сооружения, места
Застроена частными домами. Заканчивается домами №№ 144 и 171.

## Транспорт
По улице проходят автобусный маршрут № 15 и маршрутное такси № 25. На пересечении с улицей Котляревского остановка «ул. Береговая», на которой останавливаются автобусы 4, 8, 15 маршрутов и маршрутные такси 4а и 25.